# Bob-Weltmeisterschaft 1979
Die 34. Bob-Weltmeisterschaft fand 1979 auf der Kunsteisbahn am Königssee in Deutschland statt.

## Männer

### Zweierbob
| Platz | Land | Sportler                                                        | Zeit        |
| ----- | ---- | --------------------------------------------------------------- | ----------- |
| 1     | SUI  | Erich Schärer Josef Benz                                        | 3:29,08 min |
| 2     | FRG  | Stefan Gaisreiter Manfred Schumann Fritz Ohlwärter (im 4. Lauf) | +1,01 s     |
| 3     | FRG  | Toni Mangold Stefan Späte                                       | +1,16 s     |
| 4     | GDR  | Meinhard Nehmer Bogdan Musiol                                   | +1,29 s     |
| 5     | AUT  | Walter Delle Karth jun. Kurt Oberhöller                         | +1,30 s     |
| 6     | GDR  | Bernhard Germeshausen Hans-Jürgen Gerhardt                      | +1,70 s     |

Datum: 16./18. Februar 1979

### Viererbob
| Platz | Land   | Sportler                                                                  | Zeit        |
| ----- | ------ | ------------------------------------------------------------------------- | ----------- |
| 1     | FRG I  | Stefan Gaisreiter Heinz Busche Hans Wagner Dieter Gebhard                 | 3:23,63 min |
| 2     | GDR I  | Meinhard Nehmer Detlef Richter Bernhard Germeshausen Hans-Jürgen Gerhardt | +0,01 s     |
| 3     | SUI I  | Erich Schärer Ulrich Bächli Hansjörg Trachsel Josef Benz                  | +0,19 s     |
| 4     | GDR II | Bernhard Lehmann Roland Ebersbach Matthias Trübner Eberhard Weise         | +0,37 s     |
| 5     | FRG II | Georg Großmann Hans Metzler Hartmann Alex Wernsdorfer                     | +0,64 s     |
| 6     | AUT I  | Walter Delle Karth jun. Hans Eichinger Gerd Zaunschirm Kurt Oberhöller    | +2,11 s     |

Datum: 24./25. Februar 1979

## Medaillenspiegel
| Platz | Land                            | Gold | Silber | Bronze | Gesamt |
| ----- | ------------------------------- | ---- | ------ | ------ | ------ |
| 1     | BR Deutschland                  | 1    | 1      | 1      | 3      |
| 2     | Schweiz                         | 1    | 0      | 1      | 2      |
| 3     | Deutsche Demokratische Republik | 0    | 1      | 0      | 1      |